# Makruty
Makruty (deutsch Makrauten) ist ein Ort in der polnischen Woiwodschaft Ermland-Masuren. Er gehört zur Gmina Olsztynek (Stadt- und Landgemeinde Hohenstein i. Ostpr.) im Powiat Olsztyński (Kreis Allenstein).

## Geographische Lage
Makruty am Südufer des Saring-Sees (polnisch Jezioro Sarąg) liegt im Westen der Woiwodschaft Ermland-Masuren, 21 Kilometer östlich der einstigen Kreisstadt Osterode in Ostpreußen (polnisch Ostróda) bzw. 17 Kilometer südwestlich der heutigen Kreismetropole Olsztyn (deutsch Allenstein).

## Geschichte
Makrauten wurde als Graudelawke (nach 1347 Macrute, nach 1349 Graudelauken, vor 1785 Mackrauthen und nach 1785 Makrautten genannt) im Jahre 1340 erstmals erwähnt und bestand in seinem Kern aus mehreren kleinen Gehöften. Im Juli 1874 wurde das an der Passarge (polnisch Pasłęka) gelegene Etablissement Grünmühle (polnisch Gromel, nicht mehr existent) nach Makrauten eingemeindet. Von 1874 bis 1945 gehörte das Dorf zum Amtsbezirk Manchengut (polnisch Mańki) im Kreis Osterode in Ostpreußen.
Im Jahre 1910 waren 118 Einwohner in Makrauten registriert. Ihre Zahl sank bis 1933 auf 112 und belief sich 1939 auf 105.
In Kriegsfolge wurde Makrauten 1945 mit dem gesamten südlichen Ostpreußen an Polen überstellt. Das Dorf erhielt die polnische Namensform „Makruty“ und ist heute eine Ortschaft innerhalb der Gmina Olsztynek (Stadt- und Landgemeinde Hohenstein i. Ostpr.) im Powiat Olsztyński (Kreis Allenstein), bis 1998 der Woiwodschaft Olsztyn, seither der Woiwodschaft Ermland-Masuren zugehörig.

## Kirche
Bis 1945 war Makrauten mit der Ortschaft Grünmühle in die evangelische Kirche Manchengut in der Kirchenprovinz Ostpreußen der Kirche der Altpreußischen Union, außerdem in die römisch-katholische Kirche Hohenstein in Ostpr. eingepfarrt. Heute gehört Makruty katholischerseits zur St.-Nikolaus-Kirche Mańki, einer Filialkirche der Pfarrei Biesal (Biessellen) im Erzbistum Ermland, sowie evangelischerseits zur Kirchengemeinde Olsztynek, einer Filialgemeinde der Christus-Erlöser-Kirche Olsztyn in der Diözese Masuren der Evangelisch-Augsburgischen Kirche in Polen.

## Verkehr
Makruty liegt an einer Straßenverbindung von Mańki (Manchengut) nach Unieszewo (Schönfelde). Eine Bahnanbindung besteht nicht.